# Dorothy Bridges
 Dorothy Louise Bridges, född Simpson 15 september 1915 i Worcester, Massachusetts, död 16 februari 2009 i Holmby Hills, Los Angeles, var en amerikansk skådespelerska och poet. Ibland kallades Bridges Dorothy Dean.

## Biografi
Bridges föddes i Worcester som dotter till Louise Myles (1888–1969) och Fredrik Walter Simpson (1886–1979). Fadern engelsman och kom från Liverpool och modern var irländska med schweizisk-tyska anor. Familjen flyttade till Los Angeles när Bridges var två år gammal. Sin debutroll gjorde Bridges i filmen Finders Keepers. Bridges studerade vid University of California, där hon träffade sin blivande make, Lloyds Bridges. Paret gifte sig i New York 1938 och äktenskapet bestod fram till Lloyds' död 1998. Paret fick fyra barn: Beau Vernet, Garrett Myles, Jeffrey Leon och Lucinda Louise. Garrett avled i plötslig spädbarnsdöd den 4 augusti 1948.
Makarna Bridges flyttade till New York, där de fullföljde sina studier och fortsatte sina karriärer. Båda studerade hos läraren Michael Chekhov. I början av 1940-talet återvände makarna till Hollywood, då Lloyds anställdes vid Columbia Pictures.
Dorothy Bridges fortsatte sin skådespelarkarriär under hela sitt liv och medverkade ofta i roller, där hon fick samarbeta med medlemmar ur sin familj. Hon medverkade i TV-serien Sea Hunt, med vilken hennes make också arbetade. 1986 medverkade hon i TV-filmen The Thanksgiving Promise, som regisserades av hennes son. 1989 medverkade hon också i filmen See You in the Morning och 1993 hade hon en roll i TV-filmen Secret Sins, som regisserades av Beau Bridge. Dorothy var sina barns första dramalärare och uppmuntrade sina barn till att arbeta med skådespeleri.
Bridges skrev även poesi och lät publicera sina verk. Hon gjorde sig känd genom att varje alla hjärtans dag ge kärleksdikter till sin man. 2005 publicerades Bridges memoarer You Caught Me Kissing: A Love Story. Flera av hennes böcker är baserade på hennes eget äktenskap och innehåller kommentarer från barnen och bilder ur familjealbumet.
Bridges avled av åldersskäl i familjehemmet i Holmby Hills, Massachusetts den 16 februari 2009.